# Associació de Disminuïts Físics d'Osona
L'Associació de Disminuïts Físics d'Osona (ADFO) és una associació creada la dècada del 1980 a Vic (Osona) que treballa per la millora de les condicions de vida de les persones amb discapacitat física de la comarca d'Osona. El divendres 9 de maig de 2008 es va inaugurar la nova seu de l'entitat a l'edifici d'Hotel d'Entitats de Vic. La presidenta de l'associació el 2008 era Núria Codina.
Per fomentar l'atenció integral de la dependència l'entitat duu a terme diverses activitats. El 2006 van fer un concert de música clàssica. El 2008 va promoure una exposició al Museu de l'Art de la Pell de Vic dins la campanya Avancem entre barreres El 2015 va realitzar 15 activitats en aquest sentit. El 2016 va impulsar el concert benèfic Vine a cantar cançons dels Beatles amb Trau al Teatre Atlàntida de Vic.